# Heger
Heger ist ein deutscher Familienname.

## Namensträger
- Adrian Heger (* 1981), deutscher Dirigent und Pianist
- Altfrid Heger (* 1958), deutscher Rennfahrer
- Annie Heger (* 1983), deutsche Radiomoderatorin, Sängerin und Autorin
- Anton Heger (1887–1964), deutscher Forstwissenschaftler
- Dionysius Franz Heger (1887–1945), österreichisch-tschechisch-deutscher römisch-katholischer Geistlicher, Zisterzienser und Opfer von Internierung und Zwangsarbeit
- Eduard Heger (* 1976), slowakischer Politiker
- Erich Heger (1906–1990), deutscher Jurist, Rechtsanwalt und Landrat
- Eugen Rudolf Heger (1892–1954), österreichischer Architekt
- Eugénie Heger-Gasser (* 1861), österreichische akademische Porträtmalerin
- Eva-Brigitte Rudolph-Heger (* 1934), deutsche Politikerin (CDU)
- Ferdinand Heger (1920–1976), österreichischer Feuerwehrfunktionär
- Franz Heger (Architekt) (1792–1836), deutscher Architekt und Kupferstecher
- Franz Heger (Ethnologe) (1853–1931), österreichischer Ethnologe
- Franz Heger (Intendanzrat) (1898–1989), deutscher Intendanzrat, Kommunalpolitiker und Parteifunktionär (NSDAP)
- Friedrich Heger (Journalist), österreichischer Journalist und Herausgeber
- Friedrich Anton Otto Maria Heger (1865–1935), deutscher Postbeamter
- Gabriele Heger (* um 1950), österreichische Historikerin und Museumsleiterin
- Gernot Heger (* 1943), deutscher Kristallograph
- Grete Heger (1916–2007), österreichisch-schweizerische Schauspielerin
- Günter Heger (1942–2020), deutscher Handballspieler
- Hans Heger (1915–1993), österreichischer Politiker (ÖVP)
- Hans-Jakob Heger (* 1938), deutscher Industrieunternehmer
- Hedwig Heger (* 1933), österreichische Germanistin
- Heinrich Heger (1832–1888), deutsch-dänischer Maler
- Heinz Heger (Schriftsteller) (1914–1978), österreichischer Schriftsteller
- Heinz Heger (Künstler) (1932–2000), deutscher Holzkünstler
- Hilde Heger (1899–1998), österreichische Künstlerin
- Ignaz Heger (1824–1880), österreichischer Mediziner, Techniker und Hochschullehrer
- Ignaz Jacob Heger (1808–1854), österreichischer Stenograph
- Josef Heger (1893–1952), österreichischer Politiker
- Karin Heger (* 1953), deutsche Juristin
- Karl Heger (1906–1996), jugoslawiendeutscher KZ-Lagerkommandant
- Karl Robert Heger (1884–1962), deutscher Fußballspieler
- Klaus Heger (1927–1993), deutscher Romanist und Sprachwissenschaftler
- Leoš Heger (* 1948), tschechischer Arzt, Hochschullehrer und Politiker
- Martin Heger (* 1968), deutscher Jurist und Hochschullehrer
- Mary Lea Heger (1897–1983), amerikanische Astronomin
- Melchior Heger, deutscher Thomaskantor
- Moritz Heger (* 1971), deutscher Schriftsteller
- Norbert Heger (* 1939), österreichischer Archäologe
- Peter Heger (* 1956), österreichischer Politiker (SPÖ)
- Robert Heger (1886–1978), deutscher Dirigent, Komponist und Hochschullehrer
- Swetlana Heger (* 1968), tschechische Künstlerin
- Thomas Heger (* 1961), deutscher Maler und Bildhauer
- Waldemar Heger (1919–2007), jugoslawiendeutscher KZ-Lagerkommandant
- Wanda Heger (1921–2017), norwegische Unterstützerin skandinavischer Gefangener in Deutschland
- Werner Heger (* 1942), deutscher Leichtathlet
- Wilhelm Heger (1904–nach 1955), deutscher Haarwasserfabrikant